# Mauritz Karlsson
Gustaf Mauritz Karlsson, född 5 januari 1890 i Lerbo församling, Södermanlands län, död 11 februari 1953 i Flen, Södermanlands län var en svensk långdistanslöpare. 
Karlsson hade det svenska rekordet på 5 000 meter från 1912 till 1917. Han kom sexa på 5 000 meter vid OS i Stockholm 1912. Han tävlade för IF Sörle eller Södermalms IK.

## Karriär
Vid OS i Stockholm 1912 deltog Karlsson sen 10 juli på 5 000 meter där han kom sexa med tiden 15.18,6 - resultatet innebar att han förbättrade John Svanbergs svenska rekord från 1907. Han deltog även på 10 000 meter, men utgick i finalen.
Den 31 maj 1913 förbättrade han sitt 5 000 metersrekord ytterligare, till 15.11,3. Rekordet behöll han tills John Zander sprang på 14.59,6 år 1917.